# Gaietà Marfà i Clivilles
Gaietà Marfà i Clivillés (? 1878 - Barcelona 1 de juny de 1958) fou un empresari i polític català.
Fill de Genís Marfà i Artigas i de Gertrudis Clivillés i Clavell. La seva família era de Mataró i posseïa una fàbrica de filats a Santa Eugènia de Ter coneguda com la Marfà i documentada des de 1819. Ja havia estat diputat pel 4t districte Mataró-Arenys de Mar a les eleccions a la Diputació de Barcelona de 1909 i 1913, en la que arribà a ser diputat-secretari. El 1917 deixà el càrrec i es dedicà a la gestió del seu patrimoni privat.
Membre de la Unión Monárquica Nacional va donar suport la Dictadura de Primo de Rivera i fou nomenat diputat per Reial Decret el 12 de gener de 1924. Elegit vicepresident de la Diputació, també va ocupar la presidència entre abril i setembre de 1925, però va dimitir al·legant motius de salut. Entre altres comissions, formà part de l'encarregada de la construcció del monument a Mossèn Jacint Verdaguer i de la Junta del Laboratori d'Assaig i Investigació.
Casat amb Júlia Mercader i Brunet de Barcelona neta de Josep Brunet i Bellet.